# Ян Бенедікті
Ян Благослав Бенедікті (словац. Ján Blahoslav Benedikti; 11 серпня 1796, Любореч — 25 листопада 1847, Кежмарок) — педагог, працівник в сфері культури; знавець античних (особливо давньогрецьких) авторів, літературний критик, дослідник народної пісні і квантитативного вірша, знавець європейського романтизму. Знав іврит, словацьку, чеську, німецьку, угорську та грецьку мови.
Народився в родині євангелістського священника Яна Бенедікті (1755 - 1823) та Зузани Фашкової. Мав дружину на ім'я Марія Абоштова, разом з нею мали 5 синів і 3 дочки.

## Родинний герб
Родина Бенедікті мала власний родинний герб, що був затвердженим ще в 1646 році. Він виглядав так: за основу було взято синій щит на зеленому фоні; посередині щита був срібний єдиноріг; на шоломі була рука в срібному наручні, що тримала вигнуту шаблю.

## Життєпис
З 1805 по 1807 навчався у Мішкольці, з 1807 по 1809 в Лученці та в роки 1809 по 1811 в Банській Штявниці. У період з 1811 по 1812 роки навчався в Банській Бистриці. Під час навчання в Банській Бистриці знайомиться з Яном Колларом та знайомиться з представниками французьких просвітителів. Після цього вступає до євангелістського ліцею міста Кежмарок при євангелістській церкві. Навчався тут разом із Павлом Йозефом Шафариком, в період з 1812—1815 рр. Згодом, в  1816 році, переходить здобувати освіту до Братислави, у Прешпорський ліцей, де знайомиться з Франтішком Палацьким, з яким потім, у 1818 році, видасть в співавторстві свою першу роботу «Počátkové českého básnictva obzbláště rosodie». Після завершення навчання в Братиславі (1817) продовжує здобувати освіту в Німеччині. З 1817—1819 роки — закінчує навчання в університеті міста Єна.

### Кар'єра викладача
Під час навчання в Німеччині Яну надходить пропозиція стати викладачем в Кежмарку від Яна Генерсіха, на яку той погоджується. Ян стає професором цього ліцею в 1819 році. На початку нової кар'єри викладав латинь, історію, географію та арифметику для молодших груп. Згодом, з 1824 року починає викладати для старших груп такі предмети як статистику, естетику та педагогіку. В ліцеї він  створив гурток, метою якого було плекати та розвивати рідну мову — словацьку. Сам Ян написав лише один вірш словацькою мовою, однак це не заважало йому поширювати, відстоювати та популяризувати цей вид творчості серед молоді. Працюючи педагогом, намагався виховувати зі своїх учнів осіб з національно-естетичним сприйняттям світу. В навчальному році 1830—1831 він надав спеціальну стипендію талановитим словацьким студентам, серед яких були Йонаш Заборський та Йозеф Срнка. Ним було введено вправи для богословів біблійною мовою. Після 1830 року він завідував бібліотекою ліцею. В ній і донині зберігаються його лекції для богословів, написані біблійною мовою. Однак, окрім особистого та духовного розвитку своїх студентів, Ян приділяв багато уваги й фізичному вихованню студентів, що сприяло введенню ним в 1834 році предмету гімнастики у навчальну програму ліцею. Варто зазначити, що Бенедікті був обраний чотири рази на посаду ректора Кежмарського ліцею. Викладав в університеті до 1847 року. Під час свого досвіду викладання в Кежмарку Ян жив на вулиці «Hlavne námestie 82».

## Праці
- «Počátkové českého básnictva obzbláště rosodie» 1818 (співавтор)[7];
- «Písně svetské lidu slovenského v Uhřách» 1-2, (1823—1827) (співавтор)[8].